# Shahir Chundra
Shahir 'Shaz' Chundra es un actor y cineasta sudafricano de ascendencia india. Es conocido por su actuación en las series de televisión Stellenbosch, Professionals y The World Unseen.

## Biografía
Chundra nació el 27 de mayo de 1980 en Pietermaritzburg, KwaZulu-Natal, Sudáfrica en una familia india.

## Carrera profesional
Debutó como actor infantil a los 5 años. A los 17 años, comenzó una licenciatura en cine en AFDA, The School for the Creative Economy en Johannesburgo. Después de graduarse, dirigió programas de cultura juvenil de la SABC sudafricana que incluían; Street Journal y Kasi 101 y Noted.
Se convirtió en el director de contenido de Survivor South Africa Champions y Masterchef Season 3. Luego se convirtió en el director de contenido de Power Couple South Africa. Como director de la serie, realizó varios programas notables como Reality Check y Bootcamp Msanzi Celebrity Edition y Zavion Season 1.
En 2018, participó en la película Mayfair, como 'Parvez'. La película también se proyectó en el 62 ° BFI London Film Festival y Africa in Motion Film Festival en octubre de 2018.
En el 2019 actuó en 3 Days to Go como 'Roy'. La película se estrenó en cines el 25 de enero de 2019.

## Filmografía
| Año     | Título             | Rol                 | Tipo                    |
| ------- | ------------------ | ------------------- | ----------------------- |
| 2005–12 | Isidingo: The Need | Oficial Brown       | Serie de televisión     |
| 2008    | Entabeni           | Officer Cole        | Miniserie de televisión |
| 2014    | Homeland           | Mayor de infantería | Serie de televisión     |
| 2017    | An Act of Defiance | Mac Maharaj         | Película                |
| 2018    | Mayfair            | Parvez              | Película                |
| 2019    | The Bachelor       | Director            | Serie de televisión     |
| 2019    | 3 Days to Go       | Roy                 | Película                |